# Bundesautobahn 99
Bundesautobahn 99 (em português: Auto-estrada Federal 99) ou A 99, é uma auto-estrada na Alemanha.
A Bundesautobahn 99 tem 41 km de comprimento.

## Estados
Estados percorridos por esta auto-estrada:
- Baviera